# NOP58
NOP58‏ (NOP58 ribonucleoprotein) هوَ بروتين يُشَفر بواسطة جين NOP58 في الإنسان.